# أولاد عمارة الفيض (متوح)
أولاد عمارة الفيض هي إحدى مشيخات المملكة المغربية، تتبع جغرافيا لإقليم الجديدة وإداريًا لمتوح. يقدر عدد سكانها بـ 4741 نسمة حسب الإحصاء الرسمي للسكان والسكنى لسنة 2004.